# Michael Obiku
Michael Obiku, nigerijski nogometaš, * 24. september 1968.
Za nigerijsko reprezentanco je odigral pet uradnih tekem in dosegel en gol.